# Synopeas atturense
Synopeas atturense är en stekelart som beskrevs av Durgadas Mukerjee 1981. Synopeas atturense ingår i släktet Synopeas och familjen gallmyggesteklar. Inga underarter finns listade i Catalogue of Life.